# FA Cup 1889-1890
La FA Cup 1889-90 fu la diciannovesima edizione del torneo calcistico più vecchio del mondo. Si concluse con la vittoria del Blackburn Rovers, al suo quarto titolo.

## Primo turno
| Squadra locale          | Punteggio                          | Squadra ospite       | Data            |
| ----------------------- | ---------------------------------- | -------------------- | --------------- |
| Preston North End       | 6-1                                | Newton Heath         | 18 gennaio 1890 |
| Stoke                   | 3-0                                | Old Westminsters     | 18 gennaio 1890 |
| Blackburn Rovers        | 4-2                                | Sunderland           | 18 gennaio 1890 |
| Sheffield Wednesday     | 6-1                                | Swifts               | 18 gennaio 1890 |
| Bootle                  | 1-3 Sunderland Albion squalificato | Sunderland Albion    | 18 gennaio 1890 |
| Bolton Wanderers        | 10-2                               | Distillery           | 18 gennaio 1890 |
| Accrington              | 3-1 Risultato annullato            | West Bromwich Albion | 18 gennaio 1890 |
| South Shore             | 2-4                                | Aston Villa          | 18 gennaio 1890 |
| Wolverhampton Wanderers | 2-0                                | Old Carthusians      | 18 gennaio 1890 |
| Derby Midland           | 3-0                                | Nottingham Forest    | 18 gennaio 1890 |
| Lincoln City            | 2-0                                | Chester              | 18 gennaio 1890 |
| Everton                 | 11-2                               | Derby County         | 18 gennaio 1890 |
| Newcastle West End      | 1-2                                | Grimsby Town         | 18 gennaio 1890 |
| Birmingham St George's  | 4-4                                | Notts County         | 18 gennaio 1890 |
| Small Heath             | 3-1                                | Clapton              | 18 gennaio 1890 |
| Sheffield United        | 2-1                                | Burnley              | 18 gennaio 1890 |

### Ripetizioni
| Squadra locale | Punteggio | Squadra ospite         | Data            |
| -------------- | --------- | ---------------------- | --------------- |
| Accrington     | 3-0       | West Bromwich Albion   | 25 gennaio 1890 |
| Notts County   | 6-2       | Birmingham St George's | 25 gennaio 1890 |

## Secondo turno
| Squadra locale          | Punteggio | Squadra ospite   | Data             |
| ----------------------- | --------- | ---------------- | ---------------- |
| Preston North End       | 4-0       | Lincoln City     | 1º febbraio 1890 |
| Stoke                   | 4-2       | Everton          | 1º febbraio 1890 |
| Notts County            | 4-1       | Aston Villa      | 1º febbraio 1890 |
| Blackburn Rovers        | 3-0       | Grimsby Town     | 1º febbraio 1890 |
| Sheffield Wednesday     | 2-1       | Accrington       | 1º febbraio 1890 |
| Bootle                  | 2-1       | Derby Midland    | 1º febbraio 1890 |
| Bolton Wanderers        | 13-0      | Sheffield United | 1º febbraio 1890 |
| Wolverhampton Wanderers | 2-1       | Small Heath      | 1º febbraio 1890 |

## Terzo turno
| Squadra locale          | Punteggio               | Squadra ospite   | Data             |
| ----------------------- | ----------------------- | ---------------- | ---------------- |
| Preston North End       | 2-3                     | Bolton Wanderers | 15 febbraio 1890 |
| Sheffield Wednesday     | 5-0 Risultato annullato | Notts County     | 15 febbraio 1890 |
| Bootle                  | 0-7                     | Blackburn Rovers | 15 febbraio 1890 |
| Wolverhampton Wanderers | 4-0 Risultato annullato | Stoke            | 15 febbraio 1890 |

### Ripetizioni
| Squadra locale          | Punteggio               | Squadra ospite | Data             |
| ----------------------- | ----------------------- | -------------- | ---------------- |
| Sheffield Wednesday     | 2-3 Risultato annullato | Notts County   | 22 febbraio 1890 |
| Sheffield Wednesday     | 2-1                     | Notts County   | 3 marzo 1890     |
| Wolverhampton Wanderers | 8-0                     | Stoke          | 22 febbraio 1890 |

## Semifinali
| Squadra locale      | Punteggio | Squadra ospite          | Data         |
| ------------------- | --------- | ----------------------- | ------------ |
| Blackburn Rovers    | 1-0       | Wolverhampton Wanderers | 8 marzo 1890 |
| Sheffield Wednesday | 2-1       | Bolton Wanderers        | 8 marzo 1890 |

## Finale
| Squadra locale   | Punteggio | Squadra ospite      | Data          |
| ---------------- | --------- | ------------------- | ------------- |
| Blackburn Rovers | 6-1       | Sheffield Wednesday | 29 marzo 1890 |